# Benthocardiella hamatadens
Benthocardiella hamatadens är en musselart som beskrevs av Powell 1930. Benthocardiella hamatadens ingår i släktet Benthocardiella och familjen Condylocardiidae. Inga underarter finns listade i Catalogue of Life.